# Alan Jay Lerner
Alan Jay Lerner (New York, 31 agosto 1918 – New York, 14 giugno 1986) è stato un paroliere e sceneggiatore statunitense.
Nella sua carriera ha vinto tre Premi Oscar, tre Tony Award e due Golden Globe. Fra le sue opere, il musical My Fair Lady.

## Filmografia

### Sceneggiatore
- Sua Altezza si sposa (Royal Wedding), regia di Stanley Donen (1951)
- Un americano a Parigi (An American in Paris), regia di Vincente Minnelli (1951)
- Spettacolo di varietà (The Band Wagon), regia di Vincente Minnelli (1953)
- Brigadoon, regia di Vincente Minnelli (1954)
- Gigi, regia di Vincente Minnelli (1958)
- My Fair Lady, regia di George Cukor (1964)
- Camelot, regia di Joshua Logan (1967)
- La ballata della città senza nome (Paint Your Wagon), regia di Joshua Logan (1969)
- L'amica delle 5 ½ (On a Clear Day You Can See Forever), regia di Vincente Minnelli (1970)
- Il piccolo principe (The Little Prince), regia di Stanley Donen (1974)